# جولي كينغ
جولي كينغ (بالإنجليزية: Julie King)‏ (21 أكتوبر 1989 بسانت لويس في الولايات المتحدة - ) هي لاعبة كرة قدم أمريكية في مركز الدفاع. لعبت مع بوسطن بريكرز.

## وصلات خارجية
- جولي كينغ على موقع كلية كرة السلة في سبورتس رفرنس.كوم (الإنجليزية)
- جولي كينغ على موقع قاعدة بيانات كرة القدم.إي يو (الإنجليزية)
- جولي كينغ على موقع Soccerway.com (الإنجليزية)
- جولي كينغ على موقع عالم كرة القدم.نت (الإنجليزية)